# South Bucks
South Bucks is een Engels district in het shire-graafschap (non-metropolitan county OF county) Buckinghamshire en telt 70.000 inwoners. De oppervlakte bedraagt 141 km².
Van de bevolking is 17,5% ouder dan 65 jaar. De werkloosheid bedraagt 1,9% van de beroepsbevolking (cijfers volkstelling 2001).

## Civil parishesin district South Bucks
Beaconsfield, Burnham, Denham, Dorney, Farnham Royal, Fulmer, Gerrards Cross, Hedgerley, Iver, Stoke Poges, Taplow, Wexham.